# Calocaris caribbaeus
Calocaris caribbaeus är en kräftdjursart som beskrevs av Brian Frederick Kensley 1996. Calocaris caribbaeus ingår i släktet Calocaris och familjen Calocarididae. Inga underarter finns listade i Catalogue of Life.